# Aurelio Palacios
Aurelio Palacios (Montevideo, Uruguay, 1834 - Buenos Aires, febrero de 1893) fue un abogado, diplomático, periodista y político argentino de origen uruguayo, que tuvo una actuación destacada en la oposición a la política del presidente Bartolomé Mitre y a la Guerra del Paraguay. Fue el padre del dirigente socialista Alfredo Palacios y sobrino de la pintora Josefa Palacios.

## Biografía
Nacido en el Uruguay, era hijo de madre argentina. De niño se radicó en Buenos Aires, donde se recibió de abogado en 1856. Un año antes había sido representante del Uruguay en el Estado de Buenos Aires. Publicó una gran cantidad de artículos en el periodismo porteño de la época, especialmente en los periódicos que apoyaban la unión de Buenos Aires con la Confederación Argentina. También se pronunció por la política del Partido Blanco uruguayo.
En 1864 se unió a las protestas por la invasión al Uruguay por parte del general Venancio Flores contra el gobierno constitucional uruguayo de Bernardo Prudencio Berro, apoyado desembozadamente por el Imperio del Brasil y más ocultamente por el gobierno del presidente argentino Bartolomé Mitre. Se enroló en la Unión Americana, una asociación de intelectuales de Sudamérica española que protestaban por esas agresiones. En enero de 1865, al frente de la Unión Americana organizó un solemne funeral por los defensores de Paysandú.
Posteriormente la Unión lanzó una serie de manifiestos contra la Guerra de la Triple Alianza contra el Paraguay. También se pronunció contra los ataques por parte de España contra Perú y Chile. Publicó varias solicitadas en ese sentido en los diarios de la capital, y ayudó a las víctimas del Sitio de Paysandú. 
A esa misma Unión Americana estaba afiliado el coronel Felipe Varela. Cuando éste invadió San Juan y La Rioja, Palacios se pronunció a favor de la contemporánea Revolución de los Colorados. En respuesta, el gobierno – en virtud del estado de sitio bajo el cual gobernó casi todo su período el presidente Mitre – lo arrestó y confinó en un buque de guerra. También fueron arrestados otros dirigentes opositores, como Miguel Navarro Viola.
Fue deportado al Uruguay, donde también fue perseguido por orden del dictador Venancio Flores. Pudo regresar a fines de 1867, y se dedicó a defender a Agustín de Vedia, otro periodista arrestado por causas similares. Su argumento fue que no correspondía declarar el estado de sitio para todo el país, ya que solo unas pocas provincias estaban amenazadas de guerra civil y una sola por la Guerra del Paraguay.
Entre sus amigos se contaban José Hernández y su hermano Rafael Hernández, además de casi todos los dirigentes contrarios a Mitre en Buenos Aires. Intentó conducir a esa misma posición al Partido Autonomista, dirigido por Adolfo Alsina, pero este estaba apoyado por militares que luchaban en el Paraguay.
En 1870 presidió un comité que apoyó en Buenos Aires a los revolucionarios de Timoteo Aparicio, alzados contra el gobierno colorado uruguayo.
Fue un abogado exitoso y llegó a reunir una considerable fortuna. Ejerció como profesor en la Facultad de Derecho de la Universidad de Buenos Aires y editó sus lecciones en formato de libro.
Convivió simultáneamente con tres mujeres y reconoció a todos los hijos que tuvo con estas. Entre ellos se contaron algunos líderes juveniles de la Unión Cívica Radical, aunque el más conocido fue Alfredo Palacios, primer diputado del Partido Socialista en América Latina, y durante medio siglo líder del mismo partido en la Argentina.
Falleció en Buenos Aires en 1893.